# Ahmed Awad Ibn Auf
Ahmed Awad Ibn Auf (nascido em 1954) (em árabe: أحمد عوض بن عوف ) é um general, militar e político sudanês, antigo chefe de inteligência militar, Ministro da Defesa e vice-presidente do Sudão, participou do golpe de Estado de 2019 que derrubou Omar al-Bashir do poder.

## Carreira militar e governamental
Soldado de carreira, Ibn Auf tem sido uma figura importante no establishment militar do Sudão. Anteriormente, ele atuou chefe de inteligência militar e segurança durante o sangrento conflito na região de Darfur, iniciado em 2003.
Em 2009, a Tribunal Penal Internacional indiciou al-Bashir por supostos crimes de guerra e crimes contra a humanidade em Darfur, enquanto o próprio Ibn Auf entrou em uma lista de indivíduos sancionados pelos Estados Unidos devido a seu suposto papel de elo entre o governo sudanês e os Janjaweed na Guerra de Darfur e suas estreitas relações com o Irã.
Após sua aposentadoria do exército em 2010, como parte de uma reorganização institucional, Ibn Auf assumiu um papel diplomático no Ministério das Relações Exteriores, tendo passado por postos no Egito e Omã, antes de retornar ao coração do establishment político de Cartum em 2015, quando foi nomeado como Ministro da Defesa do Sudão por al-Bashir.

### Vice-presidente
Ibn Auf foi nomeado primeiro vice-presidente em fevereiro de 2019, substituindo Bakri Hassan Saleh, demitido do gabinete do presidente Bashir na sequência de protestos em massa.

### Golpe
Em 11 de abril de 2019, Ibn Auf anunciou na televisão nacional do Sudão que o governo havia sido dissolvido e a constituição suspensa, acrescentando que os militares estariam no comando do país por um período de transição de dois anos.